# Lythria confluefasciata
Lythria confluefasciata är en fjärilsart som beskrevs av Obraztsov 1936. Lythria confluefasciata ingår i släktet Lythria och familjen mätare. Inga underarter finns listade i Catalogue of Life.